# Чечель Іван Іванович
Чечель Іван Іванович (*1805 - †03.1885) - підполковник, поміщик Олександрійського пов. Херсонської губ., фундатор Чечелівського монастиря, нащадок захисника Батурина від московської навали наказного гетьмана Дмитра Чечеля.

## Історичні відомості
Ймовірно, народився в м. Кременчуг. Батько — Іван Йосипович Чечель, військовий.
Землевласник. В 1870 р. на місці родової усипальні започаткував скит, який згодом організований, як жіночий Іоано-Предтеченський Чечелівський монастир.